# Барнхарт (Мисури)
Барнхарт (енгл. Barnhart) насељено је место без административног статуса у америчкој савезној држави Мисури.

## Демографија
По попису из 2010. године број становника је 5.682, што је 426 (-7,0%) становника мање него 2000. године.
| Група             | 2000.         | 2010.         |
| Белци             | 5.920 (96,9%) | 5.440 (95,7%) |
| Афроамериканци    | 22 (0,4%)     | 29 (0,5%)     |
| Азијати           | 23 (0,4%)     | 25 (0,4%)     |
| Хиспаноамериканци | 90 (1,5%)     | 122 (2,1%)    |
| Укупно            | 6.108         | 5.682         |